# British Pacific Fleet
La British Pacific Fleet (Flotte britannique du Pacifique) est une flotte de la Royal Navy qui participe à la lutte contre l'empire du Japon durant la Seconde Guerre mondiale. Elle est largement composée de navires du  Commonwealth. Elle est officiellement créée le 22 novembre 1944 et est basée à Sydney en Australie, avec une base avancée sur l'île de Manus.

## Constitution

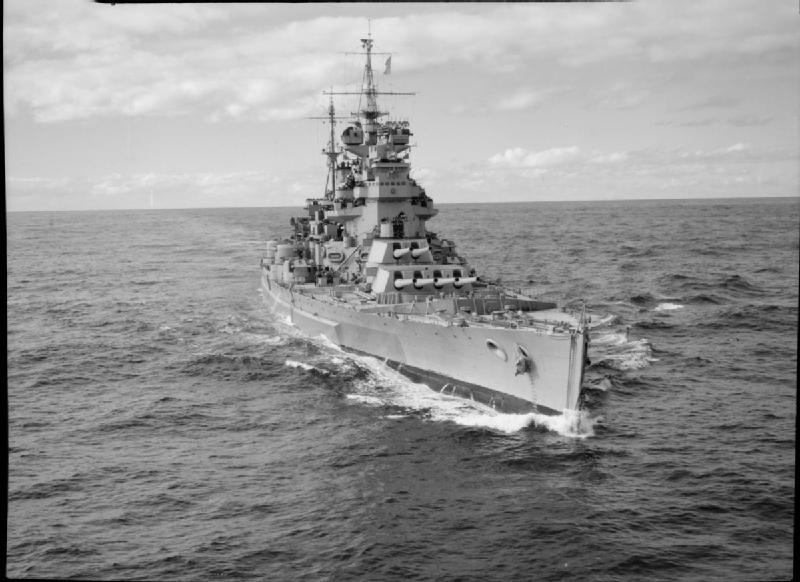
Le quelques jours avant la capitulation japonaise.

La British Pacific Fleet est fondée lorsque l'amiral Bruce Fraser hisse son pavillon sur la canonnière HMS Tarantula à Trinquemalay, en tant que Commander-in-Chief British Pacific Fleet. Plus tard, il transfère son drapeau sur un navire plus approprié, le cuirassé HMS Howe.
L'Eastern Fleet, basée à Ceylan, est renommée British East Indies Fleet et réorganisée. La British Pacific Fleet commence par des opérations contre des cibles situées sur l'île de Sumatra, accumulant de l'expérience jusque début 1945, date à laquelle son quartier général est déménagé à Sydney. 
Les Britanniques fournissent la majorité des navires composant la flotte, mais certains éléments et personnels combattant proviennent de la Royal Fleet Auxiliary, ainsi que des Royal Australian Navy, Royal Canadian Navy et Royal New Zealand Navy. Ses plus grands navires étant intégrés dans l'US Navy depuis 1942, la participation de la marine australienne reste limitée, et une grande proportion d'aviateurs est néo-zélandaise. L'US Navy y participe, ainsi que la South African Navy.
Durant toute la durée du conflit, la flotte est commandée par l'amiral Bruce Fraser. Dans la pratique, la direction des opérations échoit au vice-amiral Bernard Rawlings, et le vice-amiral Philip Vian est chargé des opérations aériennes, menées par la Fleet Air Arm.
Elle est baptisée Task Force 57. Composée en 1945 de 6 porte-avions d'escadre, de 4 porte-avions légers et de 4 cuirassiers, elle a été la plus importante flotte de la Royal Navy, mais ne disposait que de la moitié de la puissance de la Task Force 38 de l'US Navy.